# 維爾基 (卡盧什區)
49°7′52″N 24°17′56″E / 49.13111°N 24.29889°E

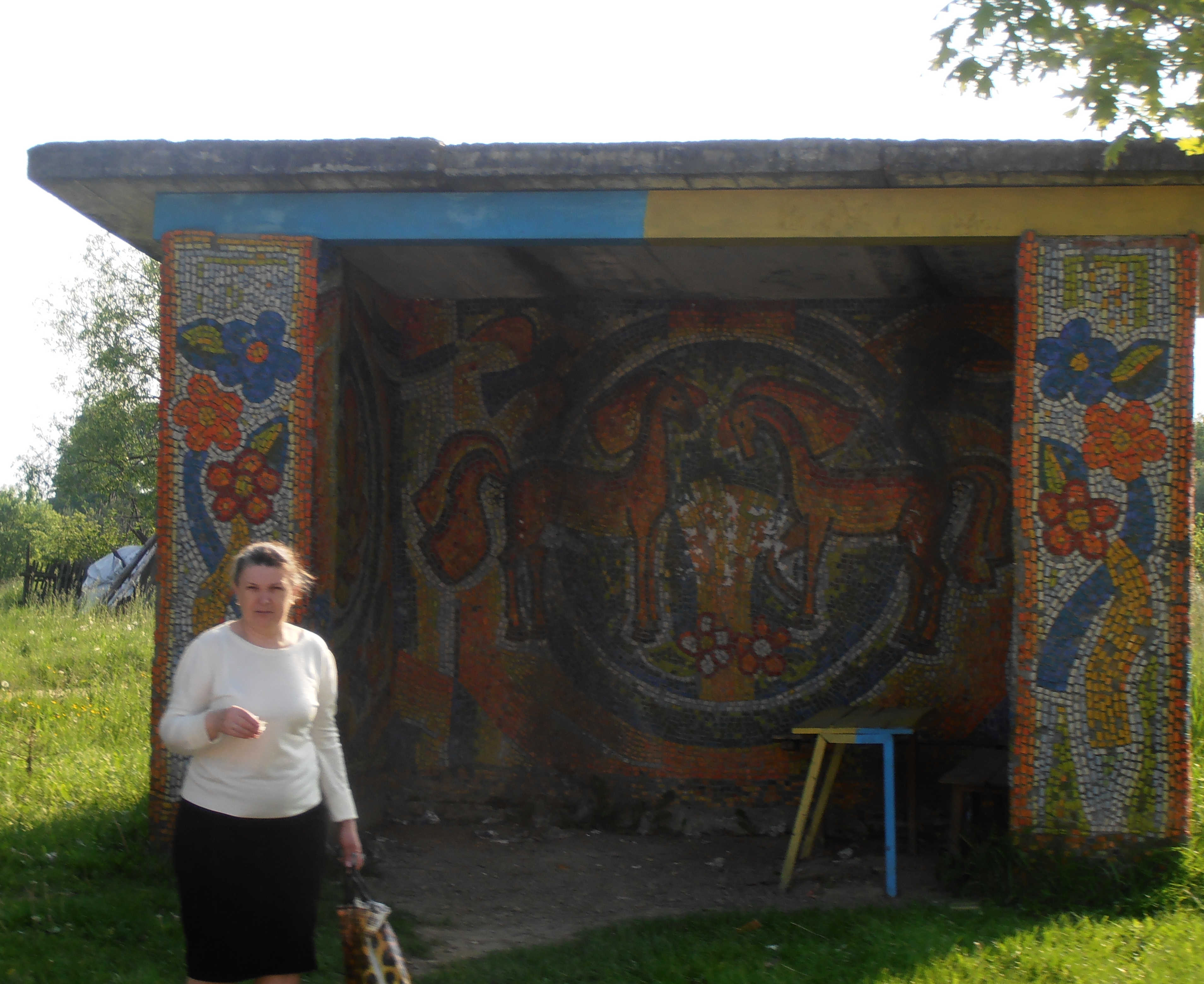

維爾基（烏克蘭語：Вилки），是烏克蘭的村落，位於該國西部伊萬諾-弗蘭科夫斯克州，由卡盧什區負責管轄，始建於1985年，面積2.04平方公里，2001年人口103，人口密度每平方公里50.5人。